# 李振鄴
李振鄴（？—1657年），浙江湖州府归安县（今吴兴）人。清初官员。

## 生平
順治八年（1651年）辛卯科浙江鄉試舉人，順治九年（1652年）聯捷壬辰科進士。官大理寺左评事。在丁酉科顺天乡试中受贿，被處以極刑。妻、子均被發配上陽堡為奴。